# Nuova fondazione
La Nuova fondazione (in inglese New foundations o NF), nella teoria assiomatica degli insiemi, è il sistema assiomatico elaborato da Willard Van Orman Quine nel saggio Nuovi fondamenti per la logica matematica verso gli anni cinquanta-sessanta, riveduto negli anni ottanta, ispirato per molti aspetti alla teoria dei tipi contenuta nei Principia Mathematica di Russell-Whitehead.
(Willard Van Orman Quine)
Per le formule di NF (il cui linguaggio formale è analogo a quello della Teoria degli insiemi di Zermelo-Fraenkel (ZFC), sebbene Quine utilizzi l'operatore negazione alternativa di Henry Sheffer come base di connettivi), vige una nozione peculiare, quella di stratificazione.
Una formula si dice stratificata se e solo se è possibile sostituire ogni variabile che contiene con un numero naturale, a costo delle seguenti condizioni:
1. che la sostituzione avvenga in modo uniforme (occorrenze diverse nella stessa variabile vanno rimpiazzate in modo uniforme);
2. che per ogni occorrenza del predicato di appartenenza, il numero seguente tale predicato sia il successore del numero che lo preceda.

Gli assiomi di NF sono due:
1. l'assioma di estensionalità;
2. l'assioma chiamato "schema di comprensione stratificata": più formalmente, se α è stratificata e non include x, esiste un x, per ogni y, tale che y appartiene a x se e solo se α.

Pur essendo meno nota di ZFC, NF costituisce, grazie alla sua semplicità, una teoria più elegante di ZFC e forse ancora più potente (da Ernst Specker è stato dimostrato che l'assioma della scelta è in contraddizione con NF; non solo: l'assioma dell'infinito è ricavabile dagli assiomi di NF).
Tuttavia, essa si presenta come una teoria formale ancora interamente da sondare (per esempio, non è ancora stata provata la sua consistenza), investendo così parte delle ricerche attuali sui fondamenti della matematica.